# Richterit
Richterit là một khoáng vật silicat natri calci magiê thuộc nhóm amphibol. Nếu sắt thay thế magnesi trong cấu trúc khoáng vật, nó được gọi là ferrorichterit; nếu flo thay thế gốc hydroxyl, nó được gọi là fluororichterit. Các tinh thể richterit có hình lăng trụ và thon dài, hoặc lăng trụ đến sợi, hoặc tinh thể trong đá. Richterit có màu nâu, nâu xám, vàng, đỏ nâu đến đỏ hồng, hoặc lục nhạt đến lục sẫm. Richterit có mặt trong các đá vôi bị biến chất nhiệt trong đới biến chất tiếp xúc. Nó cũng là sản phẩm nhiệt dịch trong mácma mafic, và tích tụ quặng giàu mangan. Chúng được phát hiện ở Mont-Saint-Hilaire, Quebec, và Wilberforce và Tory Hill, Ontario, Canada; Långban và Pajsberg, Thụy Điển; West Kimberley, Tây Úc; Sanka, Myanmar; và, ở Hoa Kỳ, Iron Hill, Colorado; Leucite Hills, Wyoming; và Libby, Montana. Khoáng vật được đặt tên năm 1865 theo tên nhà khoáng vật học người Đức Theodore Richter (1824–1898).